# Otto Hofmann (Fußballspieler)
Otto Hofmann (Lebensdaten unbekannt) war ein deutscher Fußballspieler.

## Karriere

### Vereine
Hofmann gehörte in seiner zehn Jahre währenden Fußballerkarriere drei Leipziger Vereinen an. In den vom Verband Mitteldeutscher Ballspiel-Vereine ausgetragenen Meisterschaften war er im Gau Nordwestsachsen, die letzten beiden Spielzeiten – aufgrund der Umbenennung – im Kreis Nordwestsachsen als Mittelfeldspieler aktiv.
Von 1911 bis 1913 spielte er für die SpVgg 1899 Leipzig-Lindenau und gewann am Ende seiner ersten Saison auch gleich die ersten beiden Titel. Zunächst setzte er sich mit seiner Mannschaft mit zwei Punkten vor dem VfB Leipzig, den Titelverteidiger, im Gau Nordwestsachsen durch, wie auch in der sich anschließenden und im K.-o.-System ausgetragenen Meisterschaftsendrunde. Mit dem 1:0-Sieg nach 150 Minuten über den FC Wacker Halle gewann er mit seiner Mannschaft am 21. April 1921 auch die Mitteldeutsche Meisterschaft. Infolgedessen nahm seine Mannschaft auch an der Endrunde um die Deutsche Meisterschaft teil. Er bestritt das am 5. Mai 1912 auf den Dresdner Güntzwiesen ausgetragene und mit 3:2 gegen den ATV 1896 Liegnitz gewonnene Viertelfinale und das eine Woche später auf dem Sportplatz an der Roseggerstraße, der Spielstätte des Frankfurter FV, mit 1:3 verlorene Halbfinale gegen den Karlsruher FV, in dem ihm in der 58. Minute per Strafstoß der Anschlusstreffer zum 1:2 gelang.
In der Folgesaison schloss seine Mannschaft den Gau Nordwestsachsen punktgleich mit dem VfB Leipzig ab, gegen den man im Entscheidungsspiel um Platz 1 am 16. März 1913 mit der 1:2 unterlegen war, wie auch im Halbfinale in der Endrunde der Abteilung A am 30. März 1913.
Von 1913 bis 1921 war er für den Lokalrivalen SC Wacker 1895 Leipzig – wie sich der Verein seit Oktober 1918 nannte – aktiv, mit dem er am Ende seiner Premierensaison als Zweitplatzierter das beste Ergebnis erzielte. Mit dieser Platzierung beendete er auch seine letzte Saison, nachdem er zum VfB Leipzig gewechselt war.

### Auswahlmannschaft
Als Spieler der Auswahlmannschaft des Verbandes Mitteldeutscher Ballspiel-Vereine nahm er auch an dem Wettbewerb um den Kronprinzenpokal teil und erreichte mit ihr das am 22. Februar 1914 im Deutschen Stadion in Berlin angesetzte Finale. Die Begegnung mit der Auswahlmannschaft des Norddeutschen Fußball-Verbandes wurde vor 15.000 Zuschauern mit 1:2 verloren; einzig Paul Pömpner vom VfB Leipzig gelang mit dem Ausgleichstor in der 43. Minute ein Tor.

## Erfolge
- Mitteldeutscher Meister 1912
- Gaumeister Nordwestsachsen 1912
- Kronprinzenpokal-Finalist 1914